# Hallowe'en
El Hallowe'en fue un clíper de hierro de 920 toneladas. Fue construido en 1870 por Maudslay, Son & Field en Greenwich, Inglaterra, para Jock Willis & Sons (por encargo de John Willis, hijo), y era gemelo del clíper Blackadder.
Debido a fallos en el Blackadder, que provocaron su desarboladura en su viaje inaugural, no fue entregado a Willis hasta casi 18 meses después de su botadura debido a un prolongad conflicto legal.

## Historial de servicio
En 1874-1875, el Hallowe'en navegó de Shanghai (China) a Londres con un cargamento de té en 91 días, un tiempo récord, llegando el 20 de enero de 1875. Era rápido con poco viento y realizó muchas travesías rápidas entre China y el Reino Unido.

### Hundimiento
El 17 de enero de 1887, el Hallowe'en navegaba desde Fuzhou (China), cargado de té cuando naufragó en el Canal de la Mancha, en Soar Mill Cove, frente a Salcombe, Devon, Inglaterra.